# 松平乗寿
松平 乗寿（まつだいら のりなが）は、江戸時代前期の大名。美濃国岩村藩主、遠江国浜松藩主、上野国館林藩初代藩主。大給松平家宗家7代。

## 略歴
慶長5年1月12日（1600年2月26日）、大給松平家宗家6代・松平家乗の長男として生まれた。
慶長19年（1614年）、父の死により15歳で家督を継いだ。
同年冬からの大坂冬の陣に出陣し、京都の二条城にて美濃衆の組頭に命じられ、稲葉正成・遠藤慶隆・竹中重門・稲葉方通・平岡頼資・妻木頼忠・遠山利景・小里光明・大島高木の輩などの諸将を率いて河内の枚方に布陣し、大坂方と対峙した。
大坂方は枚方の出口村の堤を掘って淀川の水を溢れさせ、人馬の道路を塞いだが、乗寿は幕府より命を受けて埋め直した。後に大坂方と和睦の際に、玉造口の堤を切り崩し、大坂城の堀を埋めて帰った。
慶長20年（1615年）5月に勃発した大坂夏の陣では、美濃と信濃の将士を率いて、枚方に再度陣を敷いた。
この時、山田十太夫、中川半兵衛などが上使として来訪し、「京極若狭守と京極丹後守が出口村に陣す。大坂方が若し出て合戦すれば、貴公は後詰として、若し京極の兵が敗れれば、横合からこれを討て」との命を伝えられた。
5月7日に京極勢が備前島に進み、乗寿も守口に進んだ。時に大坂城は落城し、敗兵が逃れ出ようとしていたので捕らえて、57名の首を斬り、夜になって枚方の陣へ戻った。乗寿は初陣で功を挙げたことで幕府から重んじられるようになった。
元和2年（1616年）元旦に駿府城にて徳川家康に拝謁した。1月27日に従五位下に叙され、和泉守に任じられた。時に16歳であった。
寛永8年(1631年)、乗寿は、岩村城下の武並神社に配神として祀られている遠山景朝が、御輿に乗って、当時岩村城内の八幡曲輪に鎮座していた八幡神社の配神である加藤景廉に会いに行く、それに大勢の町民が供奉するという神輿渡御行列を創始した。
寛永9年（1632年）岩村城の鎮護と領民の安泰繁栄を祈願して石室千体仏を建立した。
寛永15年（1638年）、美濃岩村藩2万石から遠江国浜松藩3万6000石へ加増移封された。
それに伴い、岩村城下にあった父の家乗の墓があった龍巌寺を廃寺とした。
寛永19年（1642年）12月、家綱付きの世子傳となり、従四位下に叙せられた。
正保元年（1644年）2月28日、上野国館林藩6万石に加増移封となった。
慶安4年（1651年）、老中に抜擢され政務を取り仕切り、侍従にも任じられた。
承応3年2月1日（1654年3月19日）、館林にて55歳で死去した。
墓は群馬県館林市の善導寺にある。林春斎からは「柔懦な人物」と評されている。

## 系譜
父母
- 松平家乗（父）
- 石川康通の娘（母）

正室・継室
- 松平康長の娘
- 石川忠総の娘

側室
- 赤城氏

子女
- 松平乗久（長男） 生母は赤城氏
- 松平乗政（次男） 生母は赤城氏
- 松平乗員
- 増山正利正室
- 松平乗親正室
- 小笠原長宣正室、のち松平乗親継室
- 貞安院 - 堀親貞正室